# Kirchroth
Kirchroth – miejscowość i gmina w Niemczech, w kraju związkowym Bawaria, w rejencji Dolna Bawaria, w regionie Donau-Wald, w powiecie Straubing-Bogen. Leży w Lesie Bawarskim, około 9 km na północ od Straubingu, nad Dunajem, przy autostradzie A3.

## Dzielnice
W skład gminy wchodzą następujące dzielnice: Kirchroth, Kößnach, Niederachdorf, Obermiethnach, Oberzeitldorn, Pillnach, Pittrich, Pondorf i Stadldorf.

## Demografia
| Rok  | Liczba mieszk. |
| ---- | -------------- |
| 1970 | 2608           |
| 1987 | 3104           |
| 2000 | 3582           |

## Oświata
(na 1999)

W gminie znajduje się 100 miejsc przedszkolnych (118 dzieci) oraz szkoła podstawowa (20 nauczycieli, 376 uczniów).